# Mike Hanrahan
Mike Hanrahan (Ennis, County Clare, Ierland) is een all-round Ierse folkmuzikant. Hij is zanger, gitarist en songwriter. Hij begon een professionele loopbaan met zangeres Maura O' Connell in 1977 als een duo Tumbleweed genoemd. In 1979 hielp Mike Stocktons Wing met hun tweede album. In 1980 sloot hij zich aan bij de band. In 1994 verliet Mike de band en begon een solo-toer met Finbar Furey.
In 1997 werd hij door Ronnie Drew gevraagd om met hem op te treden. In 1998 maakte hij met zijn broer Kieran "Irish Tenor Banjo". Na het produceren van diverse cd's kwam hij in 2003 terug in Ierland en toerde met de Nederlandse muzikant Siard de Jong. In 2004 vond het Stocktons Wing Reunion Concert plaats, en dat werd een groot succes. 
Van 1997 tot 2007 was hij voorzitter van de Ierse Muziekrechtenorganisatie IMRO.

## Discografie

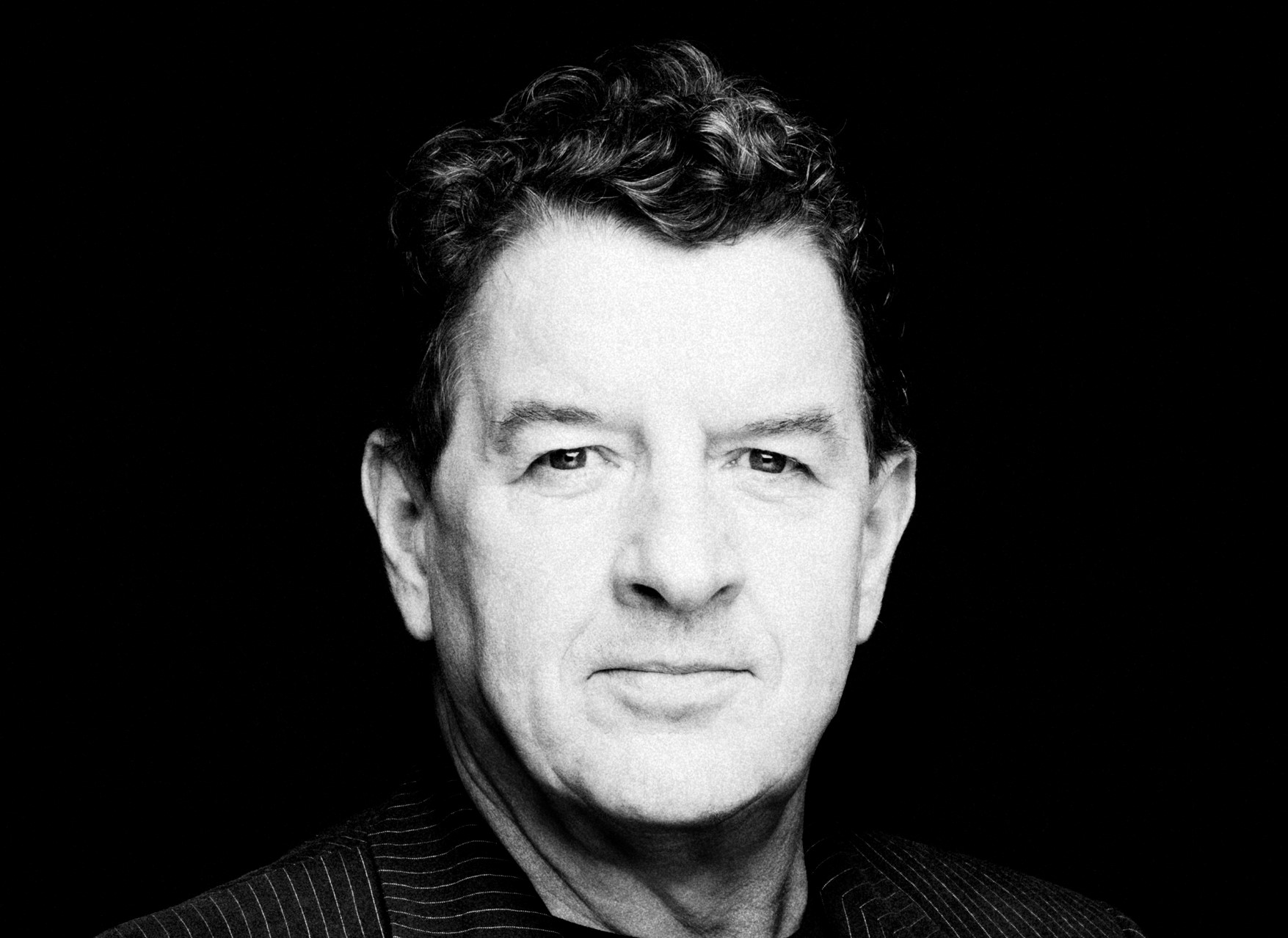
Mike Hanrahan
- 1994 Festival of Irish Folk -  Wundertutte Germany
- 1995 Someone Like You -  Wundertutte Germany, Crashed Music 2002 What You Know Dinky Recods

Met Ronnie Drew
- 1999 Ronnie Drew, The Humour Is On Me Now, Dara Records
- 2005 An Evening with Ronnie Drew and Mike Hanrahan, Dinky
- 2002 Single -  Tell me ma dance mix, Holland

Met Ronnie Drew /Eleanor Shanley
- 2001 A Couple More Years
- 2006 El Amor da mi Vida - Producer/ performer

Met Stocktons Wing
- 1980 Take a Change Tara Records
- 1982 Light in the Western Tara Records
- 1985 Take One" Stocktons Wing Live Revolving Records
- 1986 American Special Tara Records
- 1986 Full Flight Polygram
- 1987 The Collection Tara records
- 1988 Celtic Roots Revival Polygram
- 1990 The Crooked Rose Tara Records

Diverse albums
- 2006 Take One 1985 Live CD reissue Tara Records
- 1994 Finbar Furey The Gathering
- 1996 Bohinta Grandmothers eyes
- 1998 With Kieran Hanrahan Irish Tenor Banjo
- 2000 With Reel Beautiful Affair
- 2005 The Legends Of Irish Folk Dolphin Discs Compilation
- 2006 1916 commemoration CD/ DVD Dolphin Compilation.
- 2006 Parcel of Rogues Dolphin Discs Compilation.